# كوسوكي ناكامورا
كوسوكي ناكامورا (باليابانية: 中村 航輔) (مواليد 27 فبراير 1995) هو لاعب كرة قدم. يلعب مع منتخب اليابان تحت 23 سنة لكرة القدم. سبق له أن لعب في الألعاب الأولمبية الصيفية 2016 مع منتخب بلاده.

## وصلات خارجية
- كوسوكي ناكامورا على موقع الاتحاد الدولي (مؤرشف)  (الإنجليزية)
- كوسوكي ناكامورا على موقع رابطة كرة القدم اليابانية للمحترفين (اليابانية)
- كوسوكي ناكامورا على موقع إي إس بي إن إف سي (الإنجليزية)
- كوسوكي ناكامورا على موقع قاعدة بيانات كرة القدم.إي يو (الإنجليزية)
- كوسوكي ناكامورا على موقع ناشيونال فوتبول تيمز (الإنجليزية)
- كوسوكي ناكامورا على موقع Soccerbase.com (لاعب) (الإنجليزية)
- كوسوكي ناكامورا على موقع Soccerway.com (الإنجليزية)
- كوسوكي ناكامورا على موقع عالم كرة القدم.نت (الإنجليزية)
- كوسوكي ناكامورا على موقع كووورة
- كوسوكي ناكامورا على موقع أوليمبيديا (الإنجليزية)